# Ambassade de Norvège en Guinée
L'ambassade de Norvège en Guinée est la principale représentation diplomatique de la Norvège en république de Guinée.

## Liste des ambassadeurs
| N° | Nom et prénoms   | Début            | Fin      |
| -- | ---------------- | ---------------- | -------- |
| 01 | Ingrid Mollestad | 11 novembre 2022 | En cours |